# Josep Palau i Fabre
Josep Palau i Fabre (Barcelona, 21 de abril de 1917 - 23 de fevereiro de 2008) foi um poeta e escritor catalão. Ele foi um representante da literatura catalã durante a Primeira Guerra Mundial. Era especialista sobre o trabalho de Pablo Picasso.

## Obras

### Ensaios e crítica literária
- 1943 : Pensaments
- 1961 : La tragèdia o el llenguatge de la llibertat
- 1962 : El mirall embruixat
- 1962 : Vides de Picasso
- 1962 : Vides de Picasso: assaig de biografia
- 1963 : Picasso
- 1964 : Doble assaig sobre Picasso
- 1966 : Picasso a Catalunya
- 1970 : Picasso per Picasso
- 1971 : L'extraordinària vida de Picasso
- 1971 : Picasso i els seus amics catalans
- 1976 : Antonin Artaud i la revolta del teatre modern
- 1976 : Quaderns de l'alquimista
- 1977 : Pare Picasso
- 1979 : El « Gernika » de Picasso
- 1981 : El secret de les Menines de Picasso
- 1981 : Picasso
- 1981 : Picasso vivent, 1881-1907
- 1981 : Picasso, Barcelona, Catalunya (com Montserrat Blanch, Alexandre Cirici e Isabel Coll)
- 1981 : Picasso a l'abast
- 1983 : Nous quaderns de l'alquimista
- 1990 : Picasso cubisme, 19017-1917
- 1991 : Quaderns inèdits de l'alquimista
- 1996 : Lorca-Picasso
- 1996 : Quaderns de vella i nova alquímia
- 1997 : Quaderns de l'alquimista
- 1997 : Estimat Picasso
- 1999 : Picasso dels ballets al drama, 1917-1926
- 2004 : Problemàtica de la tragèdia a Catalunya: obertura del curs acadèmic, 2003-2004